# Кероэсса
Кероэсса (др.-греч. Κερόεσσα, в дословном переводе «рогатая») — персонаж древнегреческой мифологии.
Была рождена Ио, во время её скитаний в образе коровы, в области Золотого Рога от Зевса. Девочку воспитала нимфа Семестра. Впоследствии стала возлюбленной Посейдона, от которого родила Бизанта — мифологического основателя Византия, в честь которого город и получил своё название. Бизант назвал Золотой Рог в честь своей матери др.-греч. Χρυσόκερας.
Кроме Бизанта у Кероэссы был сын Стромбос, который в зрелом возрасте воевал с братом.
Согласно Нонну Панополитанскому Ио родила Кероэссу вместе с Эпафом в Египте на берегах Нила.
Изображение Кероэссы сохранились на нескольких античных монетах Византия, изображавших мать легендарного основателя города.